# نور چشمک‌زن
نور یا لامپ چشمک زن، معروف به استِروب (به انگلیسی: Strobe Light) دستگاهی برای تولید تابش یا فلاش‌های منظم نور است. این دستگاه از جملهٔ دستگاه‌هایی است که می‌تواند به عنوان استروبوسکوپ استفاده شود. واژه استروب (به انگلیسی: Strobe) ریشه یونانی داشته و به معنای «عمل چرخیدن» است.
انرژی فلاش لامپ‌های استروب تجاری معمول، در محدودهٔ ۱۰ تا ۱۵۰ ژول است و زمان تخلیه آن‌ها در حد چند میلی ثانیه است. منبع نور این لامپ‌ها معمولاً لامپ فلاش زنون است که دارای یک طیف پیچیده و دمای رنگی در حدود ۵۶۰۰ کلوین است. به منظور دستیابی به نور رنگی، معمولاً از ژل‌های نوری/رنگی استفاده می‌شود. ژل رنگی یک نوع ماده شفاف رنگی از جنس پلی کربنات یا پلی استر یا دیگر پلاستیک‌های مقاوم به دما است که معمولاً در مسیر نور در مقابل یک منبع نور یا چراغ قرار داده می‌شود.
لامپ‌های چشمک زن به خصوصی که برای صدها بار چشمک زدن در ثانیه کالیبره شده‌اند، در صنعت برای مشاهده چرخش دستگاه‌هایی استفاده می‌شوند که به علت سرعت بالای گردش با چشم قابل ردیابی و اندازه‌گیری نیستند. به‌طور معمول، یک نشان بر روی دستگاه گذاشته شده و نور چشمک زن با پالس مشخصی به آن تابانده می‌شود. با توجه به سرعت چشمک نور و چرخش دستگاه، علامت روی آن ممکن است به صورت ثابت یا در حال حرکت در جهت عقربه‌های ساعت یا خلاف آن دیده شود. همچنین ممکن است حین تابش نور، چند علامت در جهت‌های مختلف روی دستگاه چرخنده ظاهر شود. به عنوان مثال، در صورتی که علامت مشخصه روی دستگاه ثابت دیده شود، سرعت خاموش و روشن شدن استروب لایت با سرعت چرخش دستگاه یکی بوده است.